# O l'ammazzo o la sposo
O l'ammazzo o la sposo (Bang-Bang) è un film del 1967 diretto da Serge Piollet.